# Gebrayelichthyidae
De Gebrayelichthyidae zijn een familie van uitgestorven straalvinnige beenvissen met een oppervlakkig garnaalachtig uiterlijk dat leefde tijdens het Vroeg-Cenomanien.
De familie bestaat uit twee geslachten, het typegeslacht Gebrayelichthys en het monotypische geslacht Maraldichthys. De Gebrayelichthyiden hebben een sterk veranderd uiterlijk, hun lichaam is samengedrukt en de wervels zijn langwerpig.
Gebrayelichthyidae vormen samen met Gladiopycnodontidae en Coccodontidae de pycnodontiforme superfamilie Coccodontoidea.

## Beschrijving
Gebrayelichthys was aan de zijkanten sterk afgeplat. De lichaamshoogte was 1,8 tot 2 keer de lichaamslengte. Het hoofd en de romp vormden elk de helft van de totale lengte. De schedel was vergelijkbaar met die van andere Pycnodontiformes. De oogkas was hoog onder het gebogen kopprofiel, de snuit was lang en naar beneden gericht. Er zaten een paar puntige tanden op het ploegschaarbeen. De anatomie van de onderkaak is onbekend wegens gebrek aan vondsten.
Achter de schedel bevond zich een hoge beenpilaar die een smalle, hoge richel ondersteunde. Over het vlezige deel van de richel bevonden zich vindragers (pterygiophoren). Achter de onderkaak begon een diepe, lateraal afgeplatte buikkiel, die ook aan de voorkant werd ondersteund door een dikke, benige stengel en aan de zijkanten was bedekt met botplaten. De kiel van de buik reikte tot aan de kruin van de rug. De achterrand van de buikkiel werd beschermd door plaatvormige schubben, elk met een korte, dikke punt. De meeste ingewanden bevonden zich in de kiel van de buik. Aan het voorste deel van de buikkiel lag de opvallende cloaca. De bekkenvinnen stonden op de voorrand van de kiel, de borstvinnen ongeveer tweederde van de hoogte op de kiel. Een staartvin is in geen enkel fossiel bewaard gebleven. Er zit nog een notochorda in de ruggengraat. De schubben zijn klein en beperkt tot de as van het lichaam en de basis van de rugkam.
Gebrayelichthys was waarschijnlijk een pelagische vis die zich voedde met plankton en kleine nektonische dieren.